# ملخص عسر القراءة
الخطوط العريضة لعسر القراءة تقدم المخطط التالي باعتباره نظرة عامة ودليل موضوعي لمرض عسر القراءة:
عُسر القراءة أو خلل القراءة (بالإنجليزية: Dyslexia) المعروف أيضًا باسم اضطراب القراءة، يتميز بصعوبة في القراءة على الرغم من الذكاء الطبيعي. يتأثر مختلف الناس بدرجات متفاوتة. قد تتضمن المشكلات صعوبات في تهجئة الكلمات، أو القراءة بسرعة، أو في كتابة الكلمات، أو في «القراءة الصامتة» في الرأس، أو لفظ الكلمات عند القراءة بصوت عال وفهم ما يقرأه المرء. في كثير من الأحيان تلاحظ هذه الصعوبات لأول مرة في المدرسة. عندما يفقد شخص ما قدرته على القراءة، يُعرف ذلك باسم اللاقرائية (بالإنجليزية: Alexia). تعد تلك الصعوبات لا إرادية والأشخاص الذين يعانون من هذا الاضطراب لديهم رغبة طبيعية في التعلم.
يُعتقد أن عُسر القراءة سببه عوامل وراثية وبيئية. بعض الحالات تُورَّث لدى الأسر. غالبا ما يحدث ذلك لدى الأشخاص الذين يعانون من اضطراب نقص الانتباه مع فرط النشاط (ADHD) ويرتبط مع صعوبات مماثلة مع الأرقام. قد يبدأ الاضطراب في مرحلة البلوغ نتيجة لإصابة دماغية رضية أو سكتة دماغية أو الخرف. الآليات الكامنة وراء عسر القراءة هي مشاكل في معالجة اللغة بالدماغ. يتم تشخيص عسر القراءة من خلال سلسلة من اختبارات الذاكرة والهجاء والرؤية والقراءة. يختلف عُسر القراءة عن صعوبات القراءة الناتجة عن مشاكل في السمع أو الرؤية أو بسبب عدم كفاية التدريس.

## وصف عسر القراءة
يمكن وصف عسر القراءة على النحو التالي:
- صعوبات التعلم - حالة عصبية تؤثر على مهارات القراءة والكتابة والتهجئة.[21]

## أنواع عسر القراءة
- عسر القراءة السطحي - صعوبة في التعرف على الكلمة بأكملها وتهجئة الكلمات بأسلوب غير منتظم.[22]
  - الأخطاء الإملائية وعسر القراءة - كيف يتجلى عسر القراءة في أنظمة الكتابة المختلفة.
- عسر القراءة المكتسب (القراءة) - صعوبات القراءة الناتجة عن إصابة في الدماغ.
  - عسر القراءة الصوتي - صعوبة في ربط الحروف بالأصوات والكلمات الغير مألوفة.
- عسر القراءة العميق - أخطاء دلالية في القراءة واستبدال الكلمات ذات الصلة في كثير من الأحيان.[23][24][25]

## تاريخ عسر القراءة
- تاريخ أبحاث عسر القراءة - الجدول الزمني للفهم العلمي والنهج المتبعة في التعامل مع عسر القراءة.

## أسباب ونظريات عسر القراءة
- نظريات عسر القراءة[26]
  - فرضية العجز الصوتي - نظرية تشير إلى وجود صعوبات في معالجة أصوات الكلام.[27]
  - فرضية استبعاد الضوضاء الإدراكية[28]

## الأعراض وتشخيص عسر القراءة
- التسمية الآلية السريعة - اختبار قياس القدرة على تسمية الأشياء المألوفة بسرعة.
- خصائص عسر القراءة - العلامات والأعراض الشائعة المستخدمة للتعريف.

## علاج عسر القراءة
- إدارة عسر القراءة - استراتيجيات وتدخلات لدعم الأفراد المصابين بعسر القراءة.[29][30]

## أبحاث عسر القراءة
البحث في مرض عسر القراءة - الأبحاث والنتائج العلمية الحالية.
- الإملاء وعسر القراءة - دراسات حول عسر القراءة عبر أنظمة الكتابة المختلفة.

## عُسر القراءة في الثقافة الشعبية
- عُسر القراءة في الثقافة الشعبية - تمثيل عُسر القراءة في وسائل الإعلام والأدب.

## منظمات عسر القراءة
- الجمعية الدولية لمرض عُسر القراءة - منظمة غير ربحية تركز على البحث والتعليم والدعوة لمرض عُسر القراءة في جميع أنحاء العالم.
- حليف التعلم - منظمة تطوعية غير ربحية على مستوى البلاد في الولايات المتحدة تعمل على إنتاج وصيانة مكتبة من الكتب الصوتية التعليمية المتاحة للأشخاص ذوي الإعاقات المرتبطة بالتعلم.
- ديسلكسيا آكشن - تقدم خدمات الدعم والتقييم والتدريب للأفراد المصابين بعسر القراءة في المملكة المتحدة.
- فك رموز عسر القراءة - حركة شعبية تدعو إلى تحسين الوعي والدعم التعليمي للطلاب المصابين بعسر القراءة في الولايات المتحدة وخارجها.

## المجلات المتعلقة بعسر القراءة
- القراءة والكتابة - مجلة متعددة التخصصات تنشر الأبحاث حول محو الأمية بما في ذلك الدراسات حول عسر القراءة.
- حوليات عسر القراءة - مجلة أكاديمية محكمة تنشرها الجمعية الدولية لعسر القراءة.
- مجلة صعوبات التعلم - مجلة أكاديمية محكمة تنشر الأبحاث حول صعوبات التعلم بما في ذلك عسر القراءة.
- عُسر القراءة (مجلة) - مجلة علمية ربع سنوية محكمة تغطي الأبحاث حول عُسر القراءة وصعوبات التعلم الأخرى.

## الأشخاص المؤثرين في عسر القراءة
- صامويل توري أورتون - طبيب نفسي أمريكي رائد في دراسة صعوبات التعلم وطور منهج أورتون-جيلينجهام لتدريس القراءة.
- آنا جيلينجهام - معلمة أمريكية تعاونت مع أورتون لإنشاء نهج أورتون-جيلينجهام وهي تقنية متعددة الحواس لتدريس القراءة للأفراد المصابين بعسر القراءة.
- ديانا هانبيري كينج - معلمة بريطانية أمريكية أسست العديد من المدارس بما في ذلك مدرسة كيلدونان للطلاب المصابين بعسر القراءة وطورت أساليب التدريس لعسر القراءة.
- مارغريت بيرد راوسون - معلمة أمريكية طورت منهج أورتون-جيلينجهام وأسست جمعية أورتون لعسر القراءة (التي أصبحت الآن الجمعية الدولية لعسر القراءة).
- ماريان وولف - عالمة أعصاب إدراكية أمريكية ومؤلفة قدمت مساهمات كبيرة في فهم دماغ القراءة وعسر القراءة.
- سالي شايويتز - عالمة أعصاب أمريكية معروفة بأبحاثها حول عسر القراءة ودعوتها إلى التدخلات القائمة على الأدلة.

## شخصيات بارزة تعاني من عسر القراءة
- قائمة الأشخاص المصابين بعسر القراءة

## قراءة إضافية
- أجنو، سوزي؛ ستيوارت، جاكي؛ ريدجريف، ستيف (٢٠١٤). عُسر القراءة ونحن: مجموعة قصص شخصية . إدنبرة: دار لواث للنشر المحدودة.
- بيتون، آلان (2004). عسر القراءة والقراءة والدماغ: مرجع للبحوث النفسية والبيولوجية . مطبعة علم النفس.
- برونزويك، نيكولا (٢٠١٢). دعم البالغين المصابين بعسر القراءة في التعليم العالي وبيئة العمل . جون وايلي وأولاده.
- كابيليني، سيمون أباريسيدا (2007). وجهات نظر نفسية لغوية عصبية حول عسر القراءة وصعوبات التعلم الأخرى . دار نوفا للنشر. رقم ISBN 978-1-60021-537-7
- إليوت، جوليان ج.؛ جريجورينكو، إيلينا ل. (2014). نقاش عسر القراءة . مطبعة جامعة كامبريدج. رقم ISBN 978-0-521-13587-0
- إليس، أندرو دبليو. (2014). القراءة والكتابة وعسر القراءة: تحليل إدراكي . مطبعة علم النفس. رقم ISBN 978-1-317-71630-3
- هولم، تشارلز؛ جوشي، ر. مالاتيشا؛ سنولينج، مارغريت ج. (2012). القراءة والتهجئة: التطور والاضطرابات . روتليدج. رقم ISBN 978-1-136-49807-7
- بير، ليندسي؛ ريد، جافين (2013). مقدمة في عُسر القراءة . روتليدج. رقم ISBN 978-1-135-37290-3
- فيليبس، سيلفيا؛ كيلي، كاثلين؛ سايمز، ليز (2013). تقييم المتعلمين ذوي صعوبات القراءة من النوع عسر القراءة . SAGE. رقم ISBN 978-1-4462-8704-0
- روزن، جلين د. (محرر) (٢٠١٣). الدماغ المصاب بعسر القراءة: مسارات جديدة في اكتشافات علم الأعصاب . مطبعة علم النفس.

## روابط خارجية
- الجمعية الدولية لعُسر القراءة (IDA) - منظمة رائدة في توفير الموارد والأبحاث والدعوة للأفراد الذين يعانون من عُسر القراءة.
- مساعدة مرضى عسر القراءة - جامعة ميشيغان - تقدم موارد شاملة للآباء والمعلمين والأفراد الذين يعانون من عسر القراءة، بما في ذلك الاستراتيجيات والأدوات للدعم.
- Lexercise - منصة عبر الإنترنت تقدم دروسًا وموارد مخصصة للأطفال الذين يعانون من عسر القراءة وصعوبات التعلم الأخرى.
- مركز ييل لمرض عسر القراءة والإبداع - يركز على الأبحاث والتعليم فيما يتعلق بمرض عسر القراءة، ويقدم الموارد للأسر والمعلمين.
- ميزة عسر القراءة - منظمة غير ربحية تعمل على تعزيز نقاط القوة والمزايا التي يتمتع بها مرضى عسر القراءة، وتوفير الموارد والدعم المجتمعي.
- معهد تدريب عسر القراءة - يوفر التدريب والموارد للمعلمين والمحترفين لمساعدتهم في دعم الطلاب المصابين بعسر القراءة.
- Reading Rockets - يقدم استراتيجيات وخطط دروس وموارد لمساعدة الأطفال على تعلم القراءة، مع التركيز على الأطفال الذين يعانون من عسر القراءة.
- LD Online - مورد شامل لصعوبات التعلم، بما في ذلك عسر القراءة، يقدم مقالات وإرشادات ودعمًا.
- حليف التعلم - يوفر الكتب الصوتية والموارد للطلاب ذوي الإعاقات التعلمية، مع التركيز على تحسين مهارات القراءة.
- Bookshare - مكتبة مجانية على الإنترنت تقدم كتبًا يمكن الوصول إليها للأشخاص ذوي الإعاقات المطبوعة، بما في ذلك عسر القراءة.
- Headstrong Nation

[usurped]  - منظمة مجتمعية تدعم الأطفال المصابين بعسر القراءة من خلال الدعوة والتعليم والموارد للأسر.
- CAST: مركز التكنولوجيا التطبيقية الخاصة - يركز على التصميم الشامل للتعلم، وتوفير الموارد والأدوات لدعم المتعلمين المتنوعين، بما في ذلك أولئك الذين يعانون من عسر القراءة.
- جميع أنواع العقول - منظمة غير ربحية توفر الموارد والتدريب للمعلمين لدعم المتعلمين المتنوعين، بما في ذلك أولئك الذين يعانون من عسر القراءة.